# 宇佐美福生
宇佐美福生（うさみ ふくお、1921年（大正10年）6月10日-1984年（昭和59年）6月2日）は、日本の政治家・俳人・市民運動家。北海道紋別郡生田原町出身。旧制北海道野付牛中学校（現、北海道北見北斗高等学校）を経て、早稲田大学政経学部卒業。北海道北見市長（1967年-1975年、2期）。
早稲田大学卒業後、市の職員として北見市立東陵中学校などの中学校教諭に就く。教師時代から、市民運動・住民運動に力を入れ、1956年（昭和31年）に北海道教職員組合北見市支部執行委員長に就き、その後、全北海道労働組合協議会副議長を歴任。1967年（昭和42年）北見市長選挙に出馬し現職の滝野啓次郎を破って革新系首長として初当選する。北見観光協会会長などを歴任し、2期8年を務め、1975年（昭和50年）に新人の寺前武雄に敗れ落選した。1977年（昭和52年）に北海学園北見大学設立と同時に同大学事務部長。1981年に同商学部教授（労働組合論、教職講座を担当）。1984年同大学在職中に逝去。
この他、俳句も嗜み、1979年（昭和54年）「河」同人、その後、「河」北見支部長を務めた。
父は北見市助役を務めた宇佐美庫二、叔父は北見市初代市長の伊谷半次郎。